# Allegro Brillante op. 75
Bei dem Allegro Brillante op. 75 handelt es sich um den ersten Satz des Klavierkonzerts Nr. 3 Es-Dur von Pjotr Iljitsch Tschaikowski, erschienen im Verlag von Pjotr Jurgenson in Moskau. 
Tschaikowski hat das Konzert im Jahr 1893 aus den Entwürfen einer verworfenen Sinfonie Es-Dur (1892) parallel zur Arbeit an der sechsten Sinfonie Pathétique gestaltet. Das gesamte Konzert liegt in Gestalt von Skizzen sowie einer Reinschrift für zwei Klaviere vor. Tschaikowski konnte nur den ersten Satz des Konzertes instrumentieren. Die Instrumentierung von Andante & Finale op. 79 stammt von Sergei Tanejew, der die beiden Sätze vom ersten getrennt im Verlag von Mitrofan Petrowitsch Beljajew herausgab.